# (34859) 2001 TR49
2001 TR49 (asteroide 34859) é um asteroide da cintura principal. Possui uma excentricidade de 0.16473450 e uma inclinação de 6.72873º.
Este asteroide foi descoberto no dia 15 de outubro de 2001 por William Kwong Yu Yeung em Desert Eagle.